# Scarabeo (personaggio)
Lo Scarabeo (Beetle) è un personaggio dei fumetti creato da Stan Lee e Carl Burgos, pubblicato dalla Marvel Comics.

## Biografia del personaggio

### Abner Jenkins
Abner Ronald "Abe" Jenkins era un meccanico che un giorno decise, con le sue conoscenze tecniche, di darsi all'attività di ladro. Creò così una potente tuta e si diede al furto. Credendo di poter battere i Fantastici Quattro li affrontò, ma fu facilmente sconfitto. In seguito tentò di sconfiggere l'Uomo Ragno, ma fu battuto da questi insieme alla Torcia Umana. Affrontò poi i Vendicatori, Devil e il Gladiatore, venendo sempre sconfitto. In più occasioni si unì ad altri supercriminali nel Sinistro Sindacato, ma venne anche qui sonoramente sconfitto. Divenne quindi membro dei falsi Difensori e, dopo la loro sconfitta, fu reclutato da Justin Hammer per la sua squadra di criminali.

#### Thunderbolts
Jenkis poi fu reclutato da Helmut Zemo per i suoi Thunderbolts, un gruppo di supercriminali che si fingevano eroi, assumendo l'identità di "Mach-1". Il piano di Zemo di usare i Thunderbolts per conquistare il mondo fallì, ma Jenkins e Songbird decisero di rimanere nel gruppo per continuare il loro processo di riabilitazione. I Thunderbolts furono addestrati da Occhio di Falco, anch'egli un criminale pentito. Durante la permanenza nel gruppo, ebbe una relazione con Songbird. In seguito a varie battaglie, Jenkis poi cambiò spesso il costume, assumendo i nomi di Mach-2, Mach-3 e Mach-4.

#### Civil War
Durante Civil War, Mach si unisce ai cacciatori di eroi di Helmut Zemo e si schiera a favore della registrazione.

### Leila Davis
Il secondo Scarabeo è Leila Davis. Creato dallo scrittore Danny Fingeroth e dall'artista Al Milgrom, il personaggio ha debuttato in Deadly Foes of Spider-Man n. 1 (maggio 1991).

## Altre versioni
La versione Ultimate di scarabeo fa il suo debutto nel videogioco Ultimate Spider-Man, e nella saga La guerra dei simbionti, ritorna in azione per rubare dei campioni del simbionte di Venom. Compirà la sua missione alla fine della saga, quando riuscirà a catturare il simbionte di Venom combinato con quello di Carnage che ha ospite Eddie Brock.

## Altri media

### Cinema
Scarabeo compare in un cameo in Spider-Man: Across the Spider-Verse.

### Televisione
Scarabeo compare in:
- L'Uomo Ragno e i suoi fantastici amici
- Iron Man
- Ultimate Spider-Man
- Avengers Assemble
- Spider-Man

### Videogiochi
Scarabeo compare in:
- Spider-Man
- The Amazing Spider-Man: Lethal Foes
- Spider-Man 2: Enter Electro
- Ultimate Spider-Man
- LEGO Marvel Super Heroes
- LEGO Marvel's Avengers